# 53-я отдельная механизированная бригада
53-я отдельная механизированная бригада имени князя Владимира Мономаха (укр. 53-тя окрема механізована бригада імені князя Володимира Мономаха, сокр. 53 ОМБр или 53 омехбр, в/ч А0536, пп В0927) — тактическое соединение Сухопутных войск Украины. Подчинена Оперативному командованию «Восток». До 2022 года дислоцировалась в городах Северодонецк и Лисичанск Луганской области.
С 6 мая 2020 года, бригада носит почетное название в честь Владимира Мономаха — Великого князя Киевского (1113—1125).

## История
Формирование бригады началось осенью 2014 и проходило в посёлке Новая Любомирка Ровенской области. В состав бригады введены подразделения, переведённые из 17-й танковой и 24-й механизированной бригад.
По состоянию на май 2016 года подчинен бригаде 24-й отдельный штурмовой батальон и 43-й отдельный мотопехотный батальон «Патриот».
Для выполнения боевых задач из подразделений бригады составляют 2 батальонные тактические группы (в состав каждой БТГр входит: механизированный батальон (три роты), батарея 2С1, разведывательный взвод, взвод ПЗРК, взвод ЗУ-23-2 и миномётная батарея).
С апреля по октябрь 2017 года подразделения бригады удерживали позиции на светлодарской дуге. Выведена из зоны АТО на полигон в посёлке Черкасское Днепропетровской области, на отдых и восстановление боеспособности.
В 2019 году подразделения бригады были введены в зону боевых действий, в район Горловки.
29 октября 2019 года подразделения бригады вышли из зоны боевых действий на ротацию. За это время бригада потеряла погибшими 7 бойцов.
С осени 2023 года по 16 февраля 2024 года принимала участие в обороне Авдеевки в южной части города.

## Структура
- управление (штаб бригады)
- 1-й механизированный батальон
- 2-й механизированный батальон
- 3-й механизированный батальон
- Отдельный стрелковый батальон
- 43-й мотопехотный батальон «Патриот»
- танковый батальон
- зенитный ракетно-артиллерийский дивизион
- бригадная артиллерийская группа:
  - батарея управления и артиллерийской разведки
  - самоходный артиллерийский дивизион 2С3М «Акация»
  - самоходный артиллерийский дивизион 2С1 «Гвоздика»
  - реактивный артиллерийский дивизион 2Б17 «Град»
  - противотанковый артиллерийский дивизион МТ-12 «Рапира»
- взвод снайперов
- разведывательная рота
- узел связи
- рота радиоэлектронной борьбы
- радиолокационная рота
- группа инженерного обеспечения
- рота РХБ защиты
- батальон материально-технического обеспечения
- ремонтно-восстановительный батальон
- медицинская рота
- комендантский взвод

## Командование
- 2014—2015: полковник Заболотный Владимир Вячеславович[7].
- 2016—2019: полковник Грузевич Александр Степанович[8].
- 2019—2020: полковник Поляков Андрей Олегович[9]
- 2020—н.в.: полковник Титенко Дмитрий Анатольевич[укр.][10]